# كاسبارز بيتروفز
كاسبارز بيتروفز (مواليد 1978) قاتل متسلسل من لاتفيا. وقد أدين بقتل 13 امرأة مسنة من قبل محكمة ريغا الإقليمية في 12 مايو 2005 وحكم عليه بالسجن مدى الحياة.
ظل بيتروفز نجل طبيب بارز بلا مأوى منذ عدة سنوات. اعتُقل في البداية فيما يتعلق بمقتل خمس نساء في فبراير 2003، ثم اعترف لاحقًا بقتل أكثر من ثلاثين امرأة. اتُهم في البداية بـ 38 جريمة قتل و8 محاولات قتل وعدد من السرقة والسرقة معظمها من النساء المسنات المقيمات في ريغا لاتفيا بين عامي 2000 و2003. ومع ذلك اتهمته السلطات فقط في وفاة 13 من الضحايا بسبب عدم وجود أدلة الطب الشرعي في القضايا الأخرى.
أكد بيتروفز الذي حُكم عليه سابقًا بالسرقة في عام 1998 بعد اعتقاله وأثناء محاكمته عام 2005 أنه لم يكن «ينوي قتل ضحاياه، بل سلبهم فقط». ودخلوا شققهم بالقوة أو متنكر كموظف غازي (شركة غاز حكومية). سرق بيتروفز ما يقدر بنحو 18.000 لاتس (26.000 يورو) من البضائع والأموال من ضحاياه.
بعد إدانته اعتذر بيتروفز لعائلات ضحاياه في المحكمة وطلب العفو. «لا يمكنني إعادة الضحايا إلى الحياة بالكلمات، لكني أتمنى لو كانوا على قيد الحياة، وألا يحدث شيء...».